# Parione
Parione – rione, jedno z dwudziestu dwóch rioni Rzymu, tradycyjnych jednostek podziału administracyjnego miasta, dotyczącego części wewnątrz murów aureliańskich (z niewielkimi wyjątkami). Stanowi część gminy Municipio Roma I.
Współcześnie Parione ma powierzchnię 0,19 km², a w 2015 zamieszkiwało je 3 233 mieszkańców.
Historyczny numer dzielnicy to R. VI.